# 목서흠
목서흠(睦敍欽, 1571년 ~ 1652년)은 조선 중기의 문신으로 본관은 사천(泗川)이고 자는 순경(舜卿), 호는 매계(梅溪)이다. 광해군 때 음서 제도로 양구현감 등을 역임했고, 인조반정 뒤에도 출사하였으며 1627년 정묘호란 때 인조를 남한산성까지 호종하였다.
승지, 참판을 거쳐 기로소에 들어갔는데, 아버지 목첨에 이어 그도 기로소에 들어가고 아들 목내선도 뒤에 기로소에 들어간다. 아버지는 이조참판 증의정부영의정 목첨(睦詹)이며, 어머니는 정씨로 증병조참판 정건(鄭謇)의 딸이다. 좌의정 목래선의 아버지이다. 시호는 충정(忠貞)이다.

## 생애
임진왜란이 종결된 뒤 1597년 음보로 출사하여 제용감참봉(濟用監參奉)에 임명되었으나 사퇴하였다. 그 뒤 1603년 다시 내시교관(內侍敎官)을 거쳐, 외직인 양구현감(楊口縣監)으로 나갔다. 1606년 양구현감에 재임 중 문묘낙서(文廟落書) 사건이 발생하자 탄핵을 받고 파직당하였다. 1610년(광해군 2) 알성문과에 병과로 급제하고 1618년 병조정랑 및 여러 청요직(淸要職)을 거쳐, 함경도선유어사(咸鏡道宣諭御史)로 파견되었다가 되돌아와 광주목사(廣州牧使)로 부임하였다.
그 뒤 인조반정을 지지하여 남인으로 인조 정권에 출사하였다. 아버지 목첨은 익사공신, 익사원종공신에 책록된 아들들로 인해 거듭 증직되어 영의정까지 추증되었지만 그의 현달로 추탈되지 않았다. 1625년(인조 3) 지제교(知製敎)를 거쳐 승정원좌승지가 되고, 1627년 정묘호란 때 인조를 남한산성까지 호종하였다. 그 뒤 양양부사, 개성부유수 등으로 나갔다가 내직으로 돌아와 경연참찬관(參贊官), 좌승지, 우승지를 거쳐 예조참판으로 승진하였다.
1650년 동지중추부사(同知中樞府事)를 역임하고, 기로소에 들어갔다. 기로소 당상관으로 곧 수직(壽職)으로 특별 승급하여 자헌대부(資憲大夫)로 승자했고 지중추부사에 임명되었으나 곧 사망하였다. 사후 의정부좌찬성에 추증되었으며, 충정(忠貞)의 시호가 내려졌다.
그 뒤 아들 목내선이 대광보국숭록대부의 품계에 올랐으므로 다시 증 대광보국숭록대부 영의정에 추증되었다.

## 가족 관계
- 증조부 : 목희안(睦希顔)
  - 조부 : 목세칭(睦世枰)
  - 조모 : 조격(趙激)의 딸
    - 아버지 : 목첨(睦詹)
    - 어머니 : 이보(李寶)의 딸
      - 이복 형님 : 목수흠(睦守欽)

    - 어머니 : 정건(鄭謇)의 딸
      - 동생 : 목장흠(睦長欽)
      - 동생 : 목대흠(睦大欽)
      - 부인 : 권탁(權晫)의 딸
        - 아들 : 목내선(睦來善)
        - 아들 : 목처선(睦處善)
        - 아들 : 목기선(睦嗜善)
        - 아들 : 목겸선(睦兼善)
        - 아들 : 목돈선(睦敦善)
        - 장녀 : 황도형(黃道亨)에게 출가

## 묘소
- 충정공 목서흠 묘역 - 서울특별시 기념물 제27호

## 같이 보기
- 정묘호란
- 목첨
- 목래선
- 목대흠